# Црква Рођења светог Јована Крститеља (Стони Београд)
Црква Рођења светог Јована Крститеља је један од православних храмова Српске православне цркве у Стоном Београду (мађ. Székesfehérvár). Црква припада Будимској епархији Српске православне цркве.
Црква је посвећена Рођењу светог Јована Крститеља.

## Историјат
Прве две цркве на месту данашње цркве у Стоном Београду нису сачуване, права која је саграђена у 17. веку, и друга озидана 1735. године, а звоник постављен 1759–1760. године. Садашња барокна црква подигнута је у периоду од 1771. до 1780. године.
Дуборез иконостаса израдио је Хорват Ференц, „пилтор“ из Весприма. Познати иконописац зограф Јован Четиревић Грабован (1720-1790) и Григорије Поповић, су 1776. године осликали иконе. У периоду од 1772. до 1774. године црква је живописана у стилу блиском зидном живопису у Српском Ковину.
Црква Рођења Пресвете Богородице у Стоном Београду је парохија Архијерејског намесништва будимског чији је Архијерејски намесник Протојереј Зоран Остојић. Администратор парохије је протојереј Павле Каплан.